# Odón Betanzos
Odón Betanzos Palacios (Rociana del Condado, España, 16 de septiembre de 1925 - Nueva York, 24 de septiembre de 2007) fue un poeta, novelista y crítico literario de dimensión universal.

## Biografía
Superó grandes penas (incluyendo el fusilamiento de su padre acusado de ser socialista) y logró imponerse gracias a sus tremendos esfuerzos y su talento nato. Estudió la carrera de Náutica y navegó, a partir de la década de los 40, por todos los mares. En 1956 se estableció en Nueva York y fundó (con el exministro de la Segunda República Española Eloy Vaquero Cantillo) la revista y la editorial Mensaje, que dirigió hasta su fallecimiento.
Se licenció en Letras (M.A.) en Fordham University, y en Filosofía (M. Ph.) en The City University de Nueva York, donde también se doctoró, siendo catedrático de la misma. Fue presidente del Círculo de Escritores y Poetas Iberoamericanos (CEPI), fundador y académico de número en la Academia Norteamericana de la Lengua Española, ocupando su dirección desde 1978 hasta su muerte, así como correspondiente de las de Guatemala, Filipinas, Chile, Argentina y Colombia. Fue miembro de la Hispanic Society. Presidió la Fundación Cultural Hispánica de Estados Unidos.
Son innumerables los galardones y premios obtenidos destacando los de la Encomienda de Isabel la Católica, Premio Libertad de Nueva York, Medalla de Andalucía, Premio Vasconcelos y la Encomienda de Orden del Mérito Civil. Es Hijo Predilecto de su pueblo natal donde tiene Casa de Cultura con su nombre y busto en plaza del municipio, aparte de existir una Fundación sobre el intelectual con sede en la localidad.
En él la escritura era una obsesión:
Escribir es como estar picado de tarántula; quien está herido no tiene solución; no hay más salida que entregarse por entero a la escritura (...) Nadie se parece a nadie. Al escritor se le conoce por la palabra, que en él tiene que ser esencia.